# Баянхангай
Баянхангай (монг. Баян-Өнжүүл) — сомон аймаку Туве, Монголія. Територія 1,0 тис. км², населення 2,0 тис. Центр — селище Улаанхад розташоване на відстані 12 км від м. Зуунмод.

## Рельєф
Гори Хустай (1843 м), Улаанхад (1435 м), широкі долини Аргал, Улаанхад.

## Соціальна сфера
Є школа, лікарня, центри торгівлі.